# 丐世英雄 (香港電影)
《丐世英雄》，是一部由陳友執導的黑幫喜劇。

## 劇情
解放軍24軍被迫解散，上尉連長馬偉帶領手下阿美、阿B、阿羊、以及外甥阿安一群人在鄉下馬場工作，時不時要被馬場主人村書記施壓為馬群配種，他們總是夢想著有一天到外地打拼，然後衣錦還鄉回來自己開一間更好的馬場。
某日，正逢馬偉在省城發財的表弟回鄉探望，點燃了馬偉他們對外地工作的更大嚮往，隔日便告別馬場來到廣州投靠表弟。豈知，到達表弟公司所在地後，卻碰上警察突襲，原來表弟所發的財都是靠非法走私軍火來的。而馬偉更是被當成共犯一起被逮捕歸案，由於販賣軍火是死罪，馬偉和其表弟通通被判處槍決。在表弟被槍斃後，馬偉卻被空砲彈給嚇暈，醒來後一度以為自己已死。原來，他的罪責尚輕加上從鄉下帶來的盤纏夠付罰金，馬偉就這樣給放了出來。
大難不死的馬偉雖撿回一命，但身無分文的他和四個手下卻被迫淪落街頭，過著有一餐沒一餐生活。一群人也開始投機取巧的藉由坑矇拐騙大賺不義之財。某日，阿美釣上一名富豪穆繼光，卻因行騙失敗而惹上了他。見錢眼開的阿安卻卻拋下馬偉一群人轉而投靠穆繼光。
馬偉等人發現廣州其實也沒想像中來得好生活，大家決定籌資買船票偷渡到香港。來到香港工作卻遇上無良老闆二叔，故意在發薪水當天報警抓人，所幸馬偉等人即時逃脫。由於生活困苦，馬偉只好被迫賣血和精子來賺錢。後來，他們找到老闆二叔並將他痛打一頓，逼迫交付他們薪水，並約定隔天到二叔開的麻將館拿錢。到達時偏偏碰上搶匪打劫，並殺了二叔。其中一名搶匪原來就是阿安，而搶匪首領正是穆繼光。棄暗投明的阿安，決定將錯就錯帶著馬偉一群人假扮搶匪好逃脫，無奈還是被穆繼光識破。此時大批警方也來到現場準備攻堅，所有人包含馬偉一群人及所有賭客都淪為人質。最後，馬偉巧智獻計佯裝和穆繼光合作，實則利用機會將其反將一軍。在穆繼光被眾人制服後讓警方逮捕，馬偉等人因破案有功獲頒獎金一百萬元，眾人開開心心的回鄉下蓋馬場，當自己的主人。

## 演員表
| 演員   | 角色     |
| ------ | -------- |
| 許冠文 | 馬偉     |
| 吳君如 | 阿美     |
| 張堅庭 | 阿安     |
| 陳惠敏 | 穆繼光   |
| 黎彼得 | 阿B      |
| 雷宇揚 | 阿羊     |
| 陳友   | 酒店經理 |
| 安德尊 | 郭承     |
| 李兆基 | 二叔     |
| 葉榮祖 | 侏儒男   |
| 苑瓊丹 | 侏儒女   |
| 劉江   | 警察處長 |
| 黃仲渠 | 村書記   |

## 外部連結
- Hero of the beggars (1974)，http://hkmdb.com/db/movies/view.mhtml?id=7495&complete_credits=1&display_set=eng （页面存档备份，存于）、http://hkmdb.com/db/movies/view.mhtml?id=7495&complete_credits=1&display_set=big5 （页面存档备份，存于） - 香港影庫
- 互联网电影数据库（IMDb）上《丐世英雄》的资料（英文）